# Auxon (Aube)
 Auxon  es una población y comuna francesa, en la región de Champaña-Ardenas, departamento de Aube, en el distrito de Troyes y cantón de Ervy-le-Châtel.

## Demografía
| 812 | 801 | 764 | 861 | 905 | 927 |
| Para los censos de 1962 a 1999 la población legal corresponde a la población sin duplicidades (Fuente: INSEE [Consultar]) |     |     |     |     |     |